# وثائقي تلفزيوني

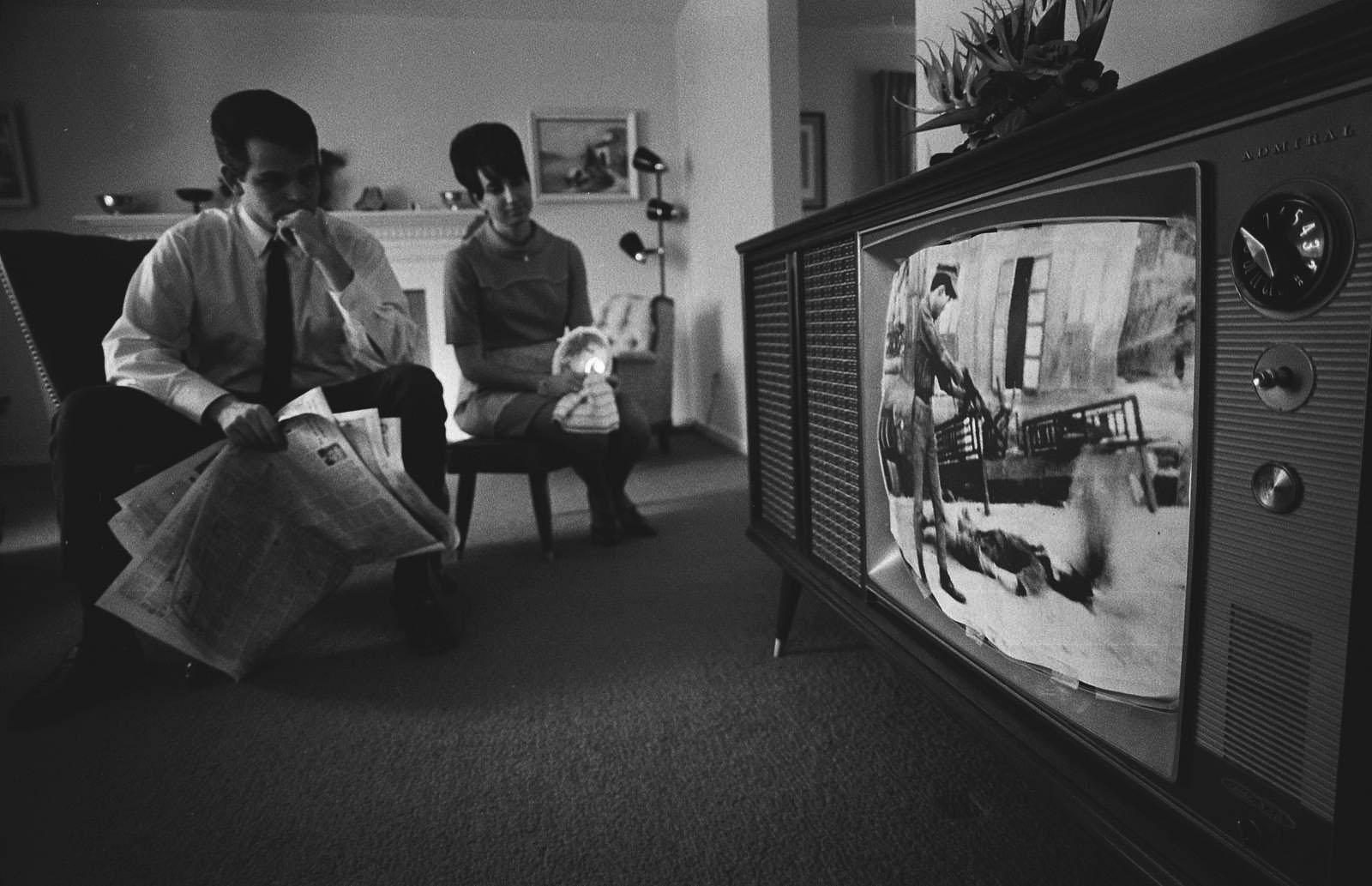
رجل وامرأة يشاهدان لقطات متلفزة وثائقية لحرب فيتنام.

الوثائق التلفزيونية هي منتجات إعلامية متلفزة تعرض الأفلام الوثائقية. توجد الأفلام الوثائق التلفزيونية كمسلسل أو كفيلم.

## مسلسل تلفزيوني وثائقي
- المسلسلات الوثائقية التلفزيونية، التي تسمى أحيانًا سلسلة وثائقية، هي مسلسلات تلفزيونية تُعرض ضمن مجموعة مرتبة من حلقتين متلفزتين أو أكثر.
- توجد الأفلام الوثائقية التلفزيونية كفيلم وثائقي فردي يتم بثه عبر قناة وثائقية أو قناة ذات صلة بالأخبار. من حين لآخر، يمكن عرض الأفلام الوثائقية التي كانت مخصصة في البداية للبث التلفزيوني في السينما.

## تاريخ

### ما قبل عام 1900
يجد الفيلم الوثائقي المتلفز جذوره في وسائل الاتصال الإعلامي للفيلم والتصوير الصحفي والإذاعة. على وجه التحديد، يمكن إرجاع الفيلم الوثائقي المتلفز إلى أصول الفيلم الوثائقي السينمائي. برز الفيلم الوثائقي في مكانة بارزة في صناعة الأفلام الواقعية كسرد للأحداث التاريخية والمعاصرة. في عام 1898، اقترح المصور السينمائي البولندي بوليسلاف ماتوسزيفسكي أن يكون الفيلم الوثائقي «مصدرًا جديدًا للتاريخ». دفع التطور الواسع لصناعة الأفلام الوثائقية جيمس تشابمان إلى اعتبار أصولها «عملية دولية» إلى حد كبير تشمل دولًا مثل الولايات المتحدة الأمريكية وفرنسا وألمانيا والاتحاد السوفيتي وبريطانيا العظمى.

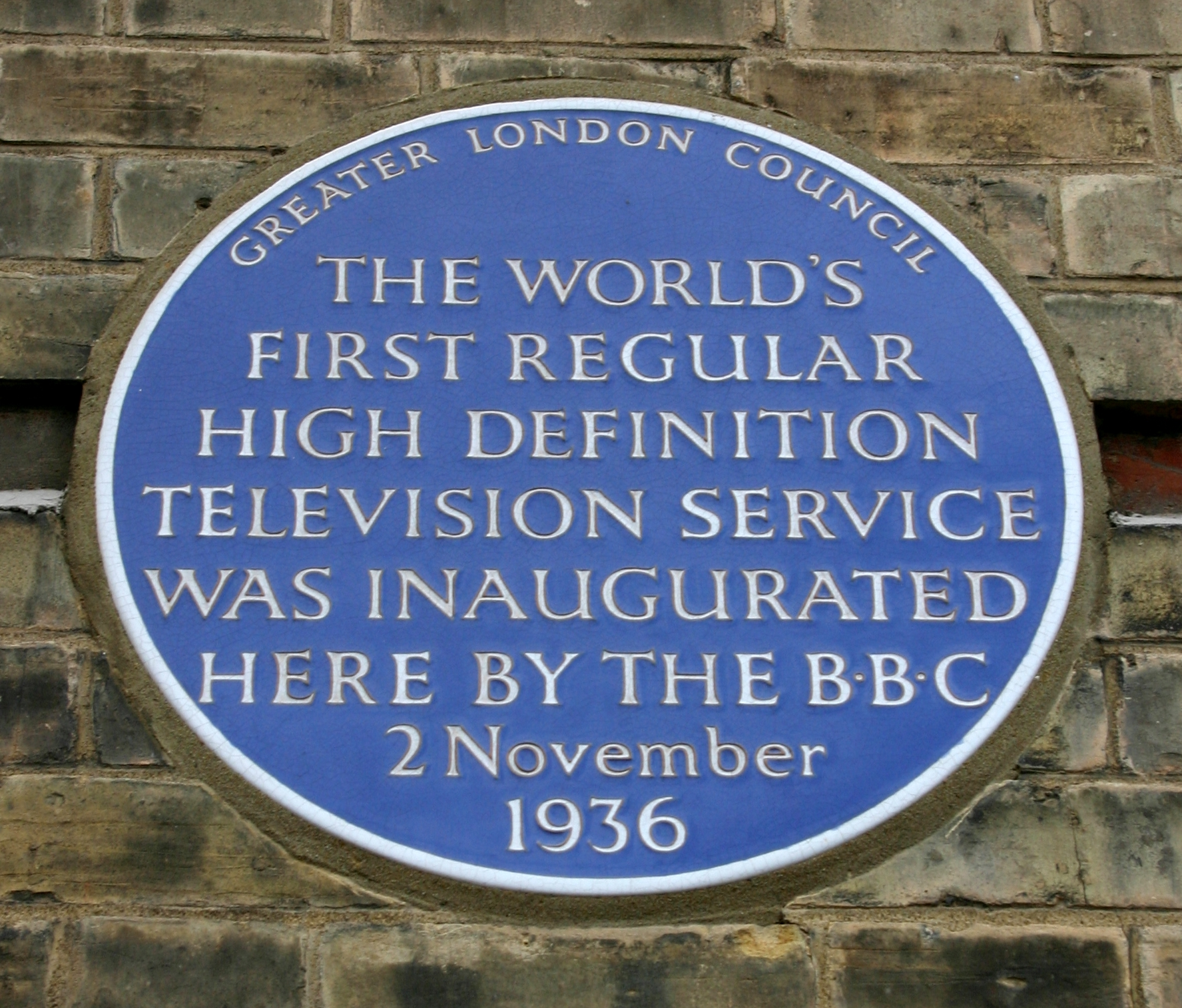
اللوحة التذكارية لخدمة التلفزيون العامة عالية الوضوح التي تقدمها هيئة الإذاعة البريطانية.

### 1900–1950
جاء ظهور الفيلم الوثائقي بتنسيقه المتلفز بعد ظهور أول خدمة تلفزيونية عامة عالية الوضوح في العالم في 2 نوفمبر 1936 من قبل هيئة الإذاعة البريطانية (بي بي سي). بعد هذا البث الأولي، استمرت خدمة تلفزيون بي بي سي، وإن كانت بقدرة محدودة، حتى عام 1939 مع بداية الحرب العالمية الثانية. استمر هذا التعليق طوال فترة الحرب التي دامت ست سنوات. تم استئناف البث التلفزيوني المنتظم في عام 1946.  أدى التوسع اللاحق لشبكة بي بي سي خلال السنوات القادمة نحو تغطية وطنية، وقنوات إضافية، بالإضافة إلى إدخال منافسة جديدة في سوق شبكة التلفزيون (لا سيما التلفزيون المستقل) إلى تحفيز فرص ظهور الأفلام الوثائقية المتلفزة. تماشيًا مع المفهوم البريطاني لشبكة البث التلفزيوني العامة، يجد الفيلم الوثائقي التلفزيوني أيضًا أصوله في وسائل الإعلام البريطانية.

### 1970-2000

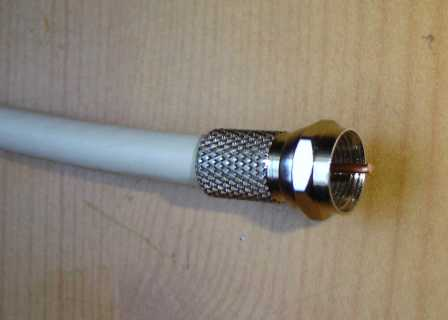
كابل شبكة تلفزيون متحد المحور

شهدت العقود الأخيرة من القرن العشرين انخفاضًا في شعبية الأفلام الوثائقية التلفزيونية على شبكات البث التجارية، بدلاً من العرض بشكل أساسي عبر شبكات تلفزيون الكابل. شهد هذا ظهور العديد من القنوات الوثائقية المتخصصة، مثل قناة التاريخ التلفزيونية وناشيونال جيوغرافيك، في أوائل القرن الحادي والعشرين. خلال هذه الفترة في الولايات المتحدة، واصلت PBS عرض الأفلام الوثائقية التلفزيونية الاستقصائية. علاوة على ذلك، شهدت هذه الفترة أيضًا ظهور أفلام وثائقية تلفزيونية أنتجتها مجموعات الأقليات، تقدم آراءًا ثقافية وسياسية جديدة.

## روابط خارجية
- يستعد طاقم الفيلم الوثائقي مقاس 16 ملم لتصوير سلسلة مقابلة أساسية
- مصور وثائقي مقاس 16 مم يناقش الكاميرات المستخدمة في الإنتاج الوثائقي والدراما

يناقش فني إضاءة مقاس 16 مم معداتهم وعيوب الإضاءة الخاصة بالإنتاج الوثائقي في البيئات المحلية